# Vicariat apostolique d'Alexandrie d'Égypte
Le vicariat apostolique d'Alexandrie d'Égypte, ou plus exactement le vicariat apostolique d'Alexandrie d'Égypte, Héliopolis et Port Saïd, (en latin : Vicariatus Apostolicus Alexandrinus Aegypti) est une juridiction de l'Église catholique en Égypte (ordinariat missionnaire) nommée d'après son siège cathédral d'Alexandrie, ville portuaire et ancien patriarcat catholique latin, qui est au service des catholiques latins en Égypte.
Le vicariat apostolique d'Alexandrie d'Égypte est exempt, c'est-à-dire qu'il dépend directement du Saint-Siège, et ne fait partie d'aucune province ecclésiastique.
Il compte un certain nombre d'ordres religieux et de congrégations, ce qui a toujours été l'une des caractéristiques essentielles de l'Église catholique latine en Égypte. Aujourd'hui, ont peut dénombrer 33 instituts religieux féminins et 14 instituts masculins. Le Vicariat supervise un réseau d'églises, d'écoles, d'hôpitaux et d'autres institutions au service des catholiques latins, mais aussi des personnes d'autres confessions, y compris des musulmans.
Aujourd'hui, l'Église catholique latine comporte parmi ses fidèles, un certain nombre d'égyptiens et de nombreuses personnes originaires de différents pays de tous les continents. Au moins la moitié de la communauté latine est composée de réfugiés et de demandeurs d'asile.
Son vicaire actuel est Claudio Lurati (de), nommé par le pape François le 6 août 2020.

## Histoire
L'Église catholique a une longue histoire en Égypte, qui remonte aux premiers temps du christianisme. Au cours des premiers siècles de l'Église, Alexandrie était un centre d'études théologiques où ont rayonné de nombreux pères de l'Église, tels que saint Athanase et saint Cyrille d'Alexandrie.
L'Église latine a commencé à s’implanter en Égypte au XIIIe siècle, lorsque saint François d'Assise a rendu visite au sultan Al-Malik Al-Kâmil durant le Siège de Damiette et a obtenu l'autorisation d'établir les premières communautés. Les registres de baptêmes, de mariages et de décès conservés dans les archives de la paroisse de Moski au Caire remontent à 1632.
Au fil des siècles, d'autres ordres catholiques romains, tels les Lazaristes (1844), les Frères de La Salle (1847) et les Comboniens (1867), ont également établi des missions en Égypte, construisant des églises, des écoles et d'autres institutions pour répondre aux besoins de la communauté locale.
Le vicariat apostolique d’Égypte et d’Arabie a été érigé le 18 mai 1839 avec le bref Ex munere pastoralis du pape Grégoire XVI, en tant que vicariat apostolique d’Égypte et d’Arabie. Le vaste territoire qui lui fut alors attribué provenait du Vicariat apostolique de Syrie, d'Égypte, d'Arabie et de Chypre (aujourd'hui vicariat apostolique d'Alep) et de la mission de la Basse-Égypte (relative à la garde de la Terre sainte).
Certains territoires ont depuis été séparés du vicariat :
- en 1840, pour établir la préfecture apostolique de Jedda (en), dont le siège se trouve à Aden ;
- le 3 avril 1846, pour établir le vicariat apostolique d'Afrique centrale, dont le siège se trouve à Khartoum
- et le 13 septembre 1894, pour établir la préfecture apostolique d'Érythrée (en) dont le siège est à Asmara.

Le vicariat a été rebaptisé vicariat apostolique d'Égypte en 1851.
La préfecture apostolique du delta du Nil a été créée le 25 janvier 1886 pour desservir les communautés du delta.
Le 12 juillet 1926 fut établi le vicariat apostolique du canal de Suez (qui devint plus tard le vicariat apostolique de Port-Saïd).
Le 27 janvier 1951, en vertu du décret Nuper Apostolicae Sedi de la Congrégation pour les Églises orientales, le vicariat apostolique d'Alexandrie d'Égypte prit son nom actuel.
Le 30 novembre 1987, en vertu du décret Cum olim de la même Congrégation pour les Églises orientales, le vicariat d’Alexandrie fut réuni aux vicariats apostoliques d'Héliopolis d'Égypte (de) et de Port-Saïd. Le même décret a accordé au vicaire apostolique d'Alexandrie le droit de porter les titres des deux vicariats supprimés.
Les vicaires apostoliques sont membres de droit de la Conférence des évêques latins dans les régions arabes.

## Principales églises
- Cathédrale épiscopale d'Alexandrie, Sainte-Catherine.
- Co-cathédrale et ancienne cathédrale Notre-Dame d'Héliopolis, située dans la banlieue du Caire, anciennement siège du vicariat d’Héliopolis,
- Co-cathédrale et ancienne cathédrale Notre-Dame de la Paix, à Port-Saïd, anciennement siège du vicariat apostolique de Port Saïd,
- Basilique Sainte-Thérèse de l'Enfant Jésus, au Caire, basilique mineure.
- Église Saint-Joseph en centre-ville au Caire : l’une des plus grandes églises en superficie,
- Église Saint Marc – Shobra au Caire : jusqu'en 1913, c’était la cathédrale du Vicariat d'Héliopolis.

## Titulaires successifs du siège épiscopal
Tous les vicaires successifs étaient des évêques titulaires et des membres d'ordres religieux.

### Vicaires apostoliques d'Égypte
Jusqu'en 1921, le vicaire apostolique était également le délégué apostolique du Saint-Siège en Égypte et en Arabie.
- Perpetuo Guasco (de), O.F.M. Obs. (7 juin 1839 - 2 août 1859)
- Paškal Vujičić (de), O.F.M. Obs. (28 septembre 1860 - 6 août 1866)
- Ljudevit Ćurcija (de), O.F.M. (27 juillet 1866 - 1er mai 1881)
- Anacleto Chicaro (de), O.F.M. (12 mai 1881 - 5 octobre 1888)
- Aurelio Briante (de), O.F.M. (23 juillet 1904 - février 1921)
- Félix Couturier (de), O.P. (3 juillet 1919 - 28 juin 1921), devenu évêque d'Alexandria in Ontario (Canada) (28 juin 1921 - 27 juillet 1941)
- Igio Nuti (de), O.F.M. (20 décembre 1921 - 1945, suivi d'une vacance de quatre ans).

### Vicaires apostoliques d'Alexandrie d'Égypte
- Jean de Capistran Aimé Cayer (de), O.F.M. (26 mai 1949 - 13 avril 1978)
- Egidio Sampieri (de), O.F.M. (29 avril 1978 - 26 août 2000)
- Giuseppe Bausardo (de), S.D.B. (24 février 2001 - 29 octobre 2008)
  - Gennaro De Martino (29 octobre 2008 - 1er septembre 2009) (Administrateur apostolique)
- Adel Zaky (de), O.F.M. (1er septembre 2009 - 21 juillet 2019)
  - Elia Eskandr Abd Elmalak (de), O.F.M. (29 septembre 2019 - 6 août 2020) (Administrateur apostolique)
- Claudio Lurati (de), M.C.C.J. (depuis le 6 août 2020).